# Günther Trautmann
Günther Trautmann (* 21. April 1940; † 11. August 2021 in Kaiserslautern) war ein deutscher Mathematiker, der sich mit Algebraischer Geometrie und Komplexer Analysis befasste. Er war Professor an der Universität Kaiserslautern.

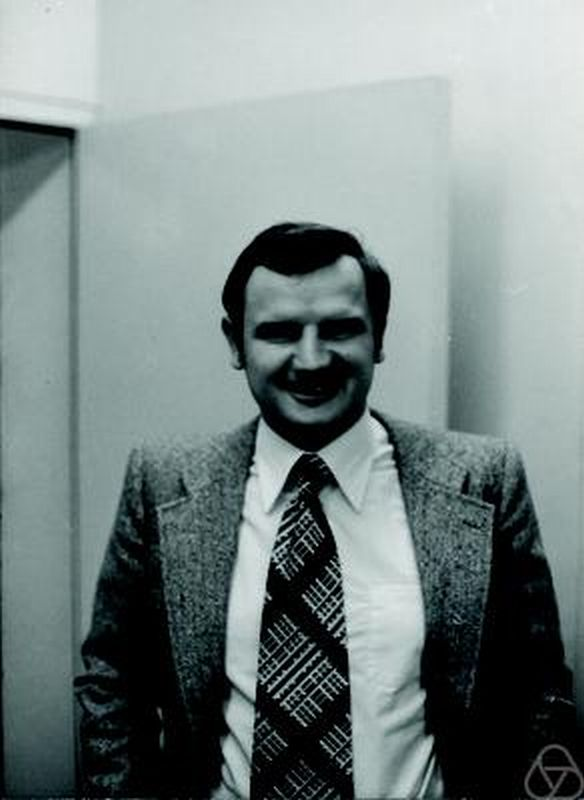
Günther Trautmann, Kaiserslautern 1976

Trautmann studierte ab 1960 an der Universität Göttingen, an der er 1965 bei Hans Grauert promoviert wurde (Ein Kontinuitätssatz für die Fortsetzung kohärenter analytischer Garben). Ab 1965 war er Assistent an der Universität Frankfurt am Main, an der er sich 1969 habilitierte und Privatdozent war, 1970 bis 1972 an der Universität Münster und seit 1972 ordentlicher Professor in Kaiserslautern.
Er befasste sich mit Komplexer Analysis und Komplexer Geometrie (Garbentheorie), Algebraischer Geometrie (unter anderem Modulräume von Vektorbündeln auf projektiven Varietäten, Garben auf torischen Varietäten) einschließlich Anwendungen in der mathematischen Physik (wie Modulräume von Instantonen) und Anwendungen von Computeralgebra.

## Schriften
- mit Yum-Tong Siu Deformations of coherent analytic sheaves with compact supports, AMS 1981
- mit Yum-Tong Siu: Gap-sheaves and extension of coherent analytic subsheaves, Springer Verlag, Lecture Notes in Mathematics, 1971